# Palma Sola, Tierra Blanca
Palma Sola är en ort i Mexiko.   Den ligger i kommunen Tierra Blanca och delstaten Veracruz, i den sydöstra delen av landet, 300 km öster om huvudstaden Mexico City. Palma Sola ligger 65 meter över havet och antalet invånare är 587.
Terrängen runt Palma Sola är platt, och sluttar österut. Runt Palma Sola är det ganska tätbefolkat, med 75 invånare per kvadratkilometer. Närmaste större samhälle är Nuevo Paso Nazareno, 13,4 km söder om Palma Sola. Trakten runt Palma Sola består till största delen av jordbruksmark.